# Гейнц-Каган, Генрих Адольфович
Генрих Адольфович Гейнц-Каган (настоящая фамилия Каган, нем. Heinz Kahan, рум. Heinz Cahan; 6 мая 1895, Яссы — 26 сентября 1937, Москва) — советский филолог, главный редактор, публицист. Расстрелян в 1937 году, реабилитирован посмертно.

## Биография
Был членом Коммунистической рабочей партии Германии; арестован ЧК во время нелегального посещения СССР в 1922 году. Участвовал во встрече немецких пролетарских писателей в Москве. После переезда из Германии в СССР в 1929 году работал преподавателем в Военной академии РККА имени М. В. Фрунзе.
Автор учебников и словаря румынского языка. В 1932 году направлен в Молдавскую АССР для работы по переводу молдавского языка с кириллического на латинский алфавит; назначен главным редактором Государственного издательства Молдавской АССР (Госиздат Молдавии). Публиковал литературно-критические статьи по современной румынской литературе в советской периодике.
Арестован 19 мая 1937 года 3 отделом ГУГБ НКВД СССР по обвинению в «участии в контрреволюционной шпионской и террористической организации». Внесён в Сталинский расстрельный список «Москва-центр» от 22 сентября 1937 года по 1-й категории («за» Сталин, Молотов, Жданов). 26 сентября 1937 года осуждён к ВМН ВКВС СССР. Расстрелян в тот же день в числе группы из 54 осуждённых ВКВС СССР. Место захоронения — неизвестное захоронение Донского кладбища (или «могила невостребованных прахов» № 1 крематория Донского кладбища) (в тот день часть осужденных была кремирована, часть зарыта в неизвестной яме на кладбище). Реабилитирован посмертно ВКВС СССР 6 февраля 1958 года.

## Публикации
- Учебник румынского языка (совместно с Л. Я. Шпаниером). Практическое руководство для самостоятельного изучения языка. Часть первая. М.—Л.: Государственное издательство, Отдел военной литературы (Воензидат), 1930. — 281 с.
- Карманный румынско-русский словарь (совместно с Л. Я. Шпаниером). На 30000 слов. Под ред. М. В. Сергиевского. М.: Советская энциклопедия, 1931. — 1402 с.[10]